# Дывлевская
Дывлевская — деревня в Шенкурском районе Архангельской области. Входит в состав муниципального образования «Верхоледское».

## География
Деревня расположена в южной части Архангельской области, в таёжной зоне, в пределах северной части Русской равнины, в 73 километрах на северо-запад от города Шенкурска, на правом берегу реки Ледь, притока Ваги. Ближайшие населённые пункты: на западе деревня Осиевская, на севере, на противоположном берегу реки, деревня Ивлевская.
Часовой пояс
Дывлевская, как и вся Архангельская область, находится в часовой зоне МСК (московское время). Смещение применяемого времени относительно UTC составляет +3:00.

## Население
| 2002 | 2010 | 2012 |
| ---- | ---- | ---- |
| 100  | ↘64  | ↗95  |

## История
В 1732 году при деревне была построена часовня во имя великомученика Георгия, приписанная к Афанасьевскому приходу.
Указана в «Списке населённых мест по сведениям 1859 года» в составе 1-го стана Шенкурского уезда Архангельской губернии под номером «2192» как «Двелевская (Дылеевская, Часовенская)». Насчитывала 10 дворов, 32 жителя мужского пола и 43 женского.
В «Списке населённых мест Архангельской губернии к 1905 году» деревня Дашевская (Часовенка) насчитывает 13 дворов, 56 мужчин и 55 женщин, также обозначено наличие школы. В административном отношении деревня входила в состав Котажского сельского общества Великониколаевской волости.
В 1911 году деревня оказалась в составе новой Котажско-Верхоледской волости, которая выделилась из Великониколаевской. На 1 мая 1922 года в поселении 26 дворов, 59 мужчин и 73 женщины.